# Cabane de l’A Neuve
Die Cabane de l’A Neuve wurde als Cabane Dufour a La Neuvaz (dt. Dufour-Hütte (auf Neuvaz)) 1927 mit einem Vermächtnis von Herrn Edouard Dufour gebaut und wies damals 22 Plätze auf. Die Hütte ist im Eigentum der Sektion Diablerets (Lausanne) des Schweizer Alpen-Clubs (SAC).
Die Hütte hat 28 Schlafplätze. Sie ist Ausgangspunkt für Hochtouren im Schweizer Teil des Mont-Blanc-Massivs. Für Wanderer ist sie von La Fouly gut erreichbar. Sie befindet sich auf einem kleinen Felssporn mit Sicht auf den A-Neuvegletscher.

## Zustieg
- Von La Fouly (Val Ferret) in 3 ½ Stunden,  weiss-rot-weiss markiert, zwei Passagen sind mit Ketten ausgestattet.
- Im Winter ab La Fouly nur bei guten Schneeverhältnissen in 3 ½ Stunden.

## Übergänge
- Cabane de Saleina
- Cabane du Trient über die Aiguilles Dorées
- Refuge d’Argentière über den Col d’Argentière
- Cabane d’Orny

## Gipfel
- Tour Noir (3835 m)
- Aiguille de l’A Neuve (3753 m)
- Mont Dolent (3823 m)
- Aiguille de l'Amône (3584 m)
- Grand Darray (3514 m)
- Grande Lui (3509 m)